# 劉日曦 (天啓進士)
劉日曦，字驭初，又字仲升，號康谷，江西九江府彭泽县民籍。明朝政治人物。

## 生平
萬曆二十八年（1600年）庚子科应天府鄉試舉人，四十四年任湖广麻城县教谕，精制舉業，一時翕然宗之。天启二年（1622年）壬戌科進士。礼部观政，八月授南直江阴县知县，五年降为浙江都事，六年升浙江龙游县知县。崇祯二年（1629年）起补都察院经历，四年升南兵部职方司员外郎，本年升武库司郎中，五年养病。著有《易思图解》。